# Adelheid van Montfort
Adelheid van Montfort (1217/20-1255) was een dochter van Petronella van Bigorre en haar derde echtgenoot Gwijde van Montfort. Zij was vanaf 1251 suo jure gravin van Bigorre. Zij wordt ook wel Alice of Alix van Montfort genoemd. 

## Biografie
Na de dood van haar vader in 1220, kwam Adelheid onder de voogdij van haar oom Amalrik VI van Montfort. Haar moeder trouwde in 1227 een vijfde keer met de edelman Boso van Mathas-Chabanais, en kreeg kort nadien een dochter, Mathe. Om de alliantie met die familie te consolideren gaf Amalrik van Montfort in 1230 zijn toestemming voor een huwelijk tussen Adelheid en Jordaan Echivat, heer van Chabanais, een familielid van haar stievader Boso van Mathas. Bij dit huwelijk werd overeengekomen dat Bigorre naar Adelheid zou gaan,  en dat Marsan door haar jongere halfzuster Mathe zou worden geërfd.
Nadat Petronella opnieuw weduwe was geworden, vertrouwde zij het bestuur over Bigorre toe aan haar zwager Simon V van Montfort en trok zich terug in het klooster van Escaladieu. Simon van Montfort beschouwde dit evenwel als een schenking. Daarop nam Adelheid, met hulp van haar tweede echtgenoot Roland van Courtenay, het bestuur over het graafschap over. Zij volgde haar moeder in 1251 op maar overleed al in 1255.

## Huwelijken en nakomelingen
Adelheid's eerste huwelijk was met Jordaan Eschivat III, heer van Chabanais en van Conflent, met wie zijn de volgende kinderen had:
- Eschivat IV ( - na augustus 1283), haar opvolger in Bigorre,
- Jordaan ( - voor september 1283)
- Laura (1240/45 - 1316), gehuwd met Simon van Rochechouart, heer van Availles, en met burggraaf Raymond V van Turenne.

Zij trouwde in 1247 met Roland van Courtenay († 1271), heer van Illiers-en-Auxerrois, graaf van Chieti, zoon van Robert van Courtenay, heer van Champigneulles en kleinzoon van Peter I van Courtenay, heer van Courtenay.